# Skilandis
Lo skilandis è un salume affumicato lituano.
È considerato come il primo dei prodotti tradizionali lituani a base di carne.

## Descrizione
Si tratta di un prodotto a base di carne suine o bovine con sale, spezie ossia pepe e aglio, insaccato nella vescica di maiale (un tempo, si utilizzava lo stomaco del maiale) o il budello cieco dei bovini e legato con filo, a forma «a pera».
Dopo una stagionatura a +4°, lo skilandis viene affumicato ad una temperatura di 18-30 °C, con fumo ottenuto a partire dalla combustione di segatura di legno di latifoglie.

## Riconoscimenti

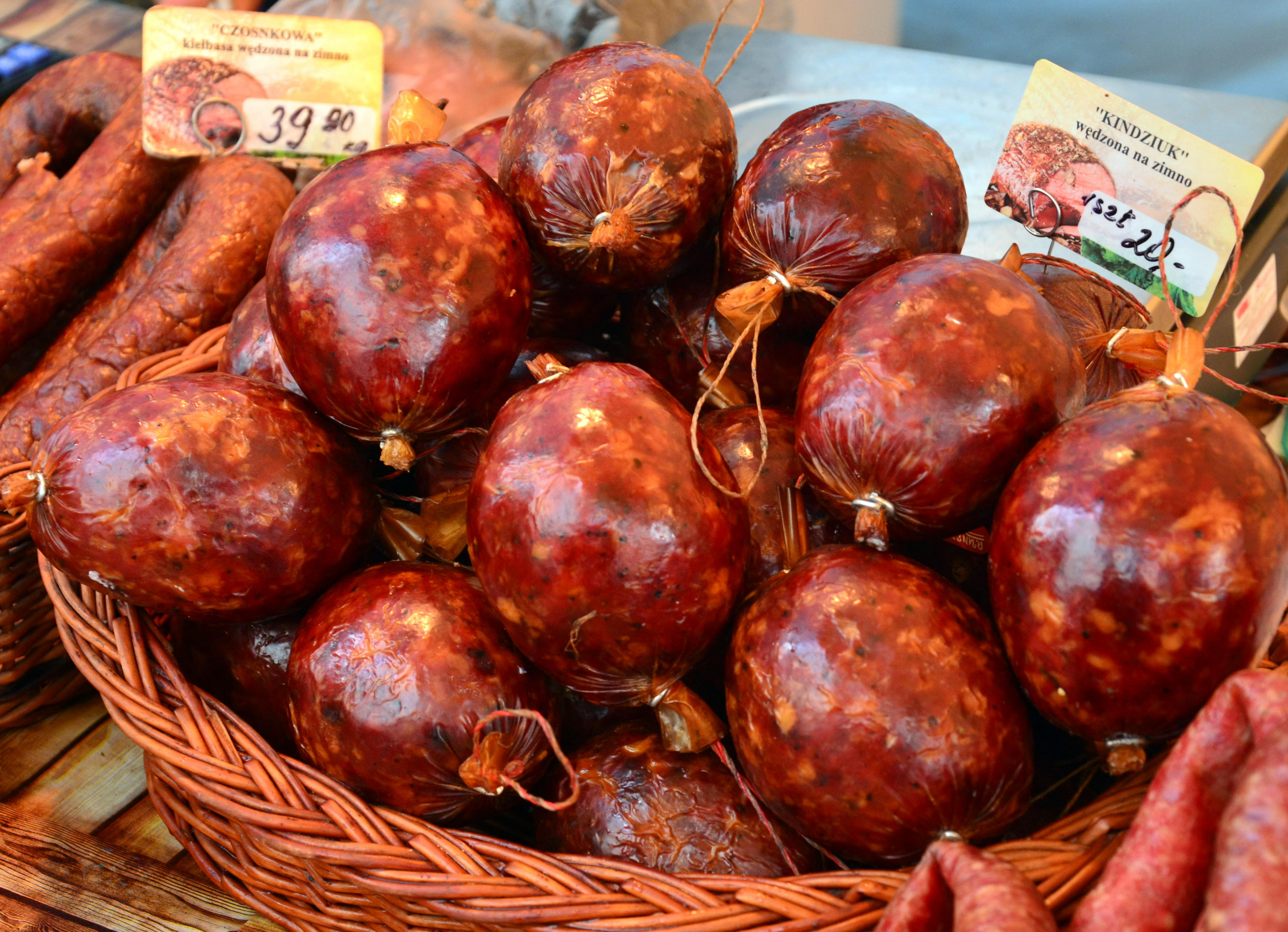
Skilandis di piccola pezzatura

Nel gennaio 2010, a livello europeo, lo «Skilandis» è stato riconosciuto specialità tradizionale garantita (STG).